# Chanaka
Die Chanaka (tadschikisch Хонақоҳ; russisch Ханака) ist ein rechter Nebenfluss des Kofarnihon in Tadschikistan.
Die Chanaka entspringt im vergletscherten Teil des Hissargebirges. Sie fließt in südlicher Richtung durch das Gebirge. Schließlich verlässt der Fluss das Gebirge und erreicht das Hissartal. Er durchfließt im Anschluss das Verwaltungszentrum Hissor des gleichnamigen Bezirks und mündet 10 km weiter südlich in den Kofarnihon.
Die Chanaka hat eine Länge von etwa 50 km. Am Pegel Alibegi beträgt der mittlere Abfluss 10,7 m³/s.